# Celatoblatta undulivitta
Celatoblatta undulivitta är en kackerlacksart som först beskrevs av Walker, F. 1868.  Celatoblatta undulivitta ingår i släktet Celatoblatta och familjen storkackerlackor. Inga underarter finns listade i Catalogue of Life.